# Roger Mills megye
Roger Mills megye az Amerikai Egyesült Államokban, azon belül Oklahoma államban található. Megyeszékhelye és legnagyobb városa Cheyenne. Lakosainak száma 3442 fő (2020. április 1.). Roger Mills megye Ellis, Beckham, Dewey, Custer, Hemphill és Wheeler megyékkel határos.

## Népesség
A megye népességének változása:
| Lakosok száma | 3638 | 3799 | 3764 | 3743 | 3788 | 3442 |
|               | 2010 | 2011 | 2012 | 2013 | 2015 | 2020 |